# ISO 3166-2:GG

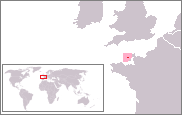
Localisation de Guernesey

ISO 3166-2:GG est l’entrée pour le bailliage de Guernesey dans l’ISO 3166-2, qui fait partie de la norme ISO 3166 publiée par l’Organisation internationale de normalisation (ISO), et qui définit des codes pour les noms des principales administration territoriales (p.ex. provinces ou état fédérés) pour tous les pays ayant un code ISO 3166-1.
Guernesey, dépendance de la Couronne britannique, s’est vu attribuer officiellement le code ISO 3166-1 « GG » depuis 2006. Auparavant, le code ISO 3166-2 « GB-GSY » lui était attribué, sous l’entrée ISO 3166-2:GB pour le Royaume-Uni. Depuis 2007, le code ISO 3166-1 « GB » du Royaume-Uni ne couvre plus les bailliages des anciennes Îles Anglo-Normandes (dont Guernesey), ni l’île de Man.
Actuellement (2023) aucun code ISO 3166-2 de subdivisions n’est défini pour l’entrée « Guernesey ».
Cependant, le code ISO 3166-1 « CQ » a été réservé à titre exceptionnel par l’ISO, à la demande du Royaume-Uni, pour référencer l’île anglo-normande de Sercq, dépendance du bailliage de Guernesey. Ce même code a été également inscrit en 2023 par l’IETF dans le registre de l’IANA (rôle actuellement tenu par l’ICANN) des étiquettes d’identification de langue conformes au standard technique BCP 47, en tant que sous-étiquette de variante linguistique régionale.

## Mises à jour
Historique des changements
- 17 avril 2007 : création (Bulletin n° I-8)
- 9 septembre 2008 : Adjonction sous remarque et langue administrative français (fr, fra); Adjonction des îles indiquées dans la colonne Remarques (Colonne 7)
- 3 mars 2009 : Correction typographique
- 26 novembre 2018 : Modification de la remarque, partie 2